# Ghumat

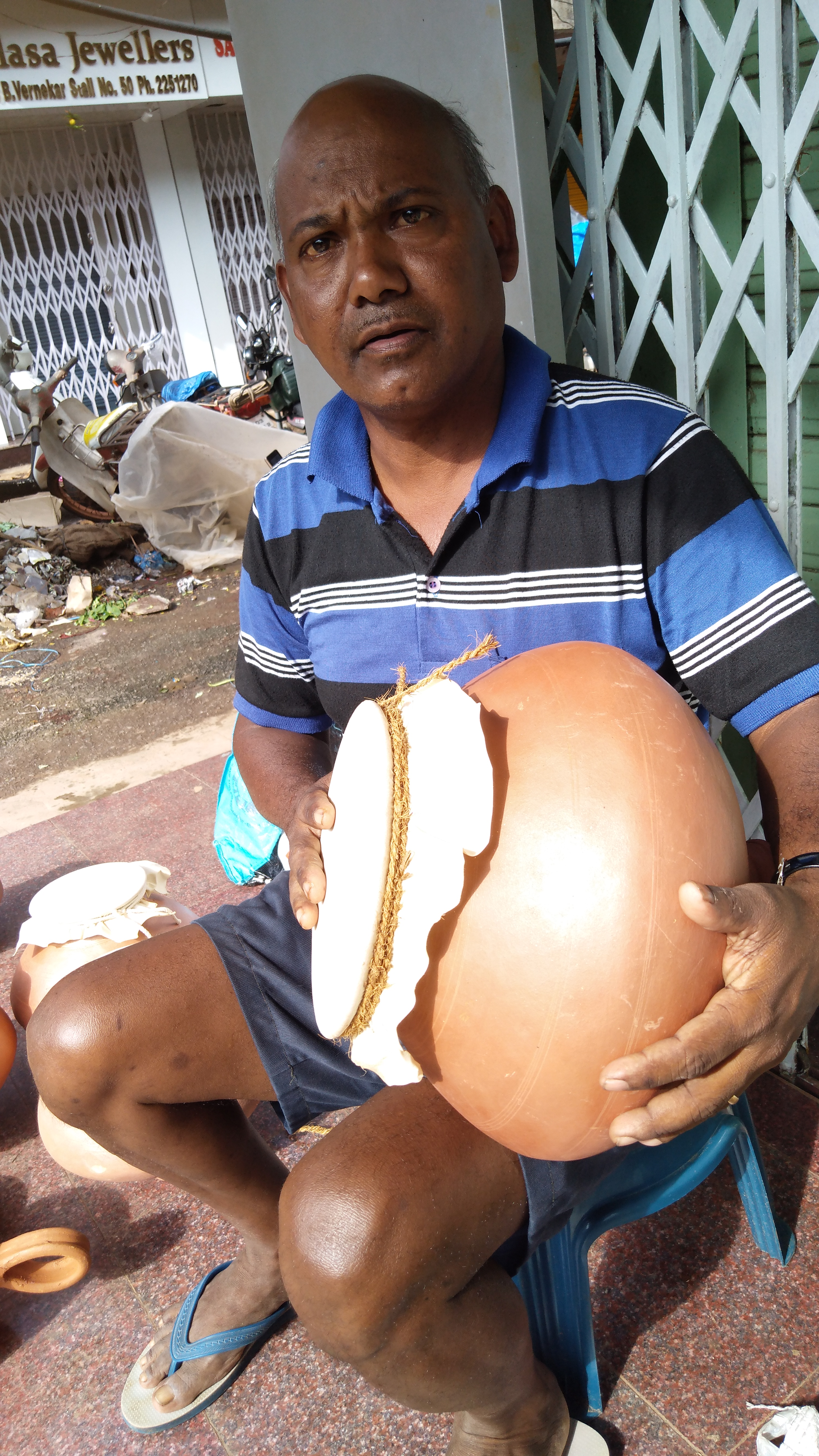
Ghumat auf dem Wochenmarkt von Mapusa, nördlich Panaji.

Ghumat (konkani, in Devanagari-Schrift घुमट, in Kannada-Schrift ಘುಮೋಟ), auch ghumot, gumot, gumatt, ist eine vorwiegend von den christlichen Konkani-Sprechern im westindischen Bundesstaat Goa und von den Siddis im ostindischen Bundesstaat Karnataka gespielte Kesseltrommel, deren Korpus aus einem einseitig mit Haut bespannten Tontopf besteht. Die Membran wird mit der rechten Hand geschlagen, eine kleine Öffnung an der Unterseite kann mit der linken Hand abgedeckt werden, um den Klang zu beeinflussen. In Andhra Pradesh und Telangana heißt eine ähnliche, in ländlichen Regionen gespielte Trommel gummati. Die Membran der ghumat ist mit einer Schnur an der Öffnung festgewickelt, bei der gummati ist die Membran mit Schnüren gegen den Topfboden verspannt.

## Bauform
Der dickwandige, unglasierte Tontopf der ghumat in Goa ist in der Mitte über die Kugelgestalt hinaus etwas breiter ausgebaucht und ähnelt in Form und Größe einem Riesenkürbis. Gegenüber einer großen Öffnung an einem schmalen Halsansatz an der Oberseite befindet sich eine kleine Öffnung mit kurzem Hals an der Unterseite. Nur die obere Öffnung ist mit der feinen Haut eines Warans bespannt. Diese Membran behält durch ein mehrfach um den Rand gewickeltes Band ihre Position. Sie kann bei einigen Trommeln zusätzlich durch an der Haut verknotete Schnüre mit der Unterseite verspannt werden. Die ghumat in Karnataka besteht dagegen aus einem länglichen, becherförmigen Korpus, bei welchem die Membran ebenfalls allein durch den Schnurring fixiert wird. Im Unterschied hierzu ist die Membran der gummati in Andhra Pradesh und Telangana über einen Metallring gezogen, der über den Rand der Öffnung hinausragt und mit Schnüren gegen die Unterseite des Topfes verspannt wird.
Im Unterschied zum Kesseltrommelpaar tabla und den ebenso weit verbreiteten Doppelkonustrommeln vom Typ pakhawaj, mridangam oder maddale wird keine Stimmpaste auf das Trommelfell aufgetragen. Die Tonhöhe lässt sich bei Bedarf durch Anfeuchten der Membran senken oder durch Erhitzen des Topfes über dem Feuer erhöhen.

## Spielweise
Beim stehenden Musiker hängt die Tontrommel mit der Membran auf der rechten Seite in Brusthöhe an einer Schnur um seinen Hals, er schlägt das Fell mit der rechten Hand. Mit den Fingern der linken Hand kann er an der Unterseite des Topfes Zwischenschläge produzieren und mit dem Handballen die untere Öffnung teilweise abdecken, um den Klang zu verändern. Der sitzende Spieler fixiert das senkrecht gestellte Instrument zwischen seinen Knien und schlägt das Fell mit beiden Händen.

### Goa
Die Tontrommel ist ein typisches Element in der Volksmusik der Goa-Katholiken im städtischen und ländlichen Umfeld. Ihre Melodien und unkomplizierten Takte verweisen auf den Einfluss der portugiesischen Einwanderer. Für sonstige Musik in Goa wird die ghumat nicht verwendet, meist spielt sie mit der kleinen goanischen, mit Stöcken geschlagenen Röhrentrommel samel zusammen.
Die ghumat dient vorwiegend zur Begleitung von Tänzen. Einer davon ist Dekhni, ein volkstümlicher Frauentanz, bei welchem die Darstellerinnen in Liedern die Lebensgeschichte eines Tempelmädchens (Devadasi) erzählen, dessen Aufgabe es ist, als Tänzerin bei religiösen Festen im Tempel und bei privaten Hochzeitsfeiern aufzutreten.
Goff ist ein Fröhlichkeit ausstrahlender Volkstanz der ländlichen männlichen Bevölkerung von Goa, der während des einwöchigen Shigmo-Festes nach dem indischen Kalender im Monat Phalguna (20. Februar bis 21. März) aufgeführt wird. Das farbenfrohe Fest der Christen in Goa ist das Gegenstück zum hinduistischen Frühlingsfest Holi. Jeder Tänzer hält mit einer Hand einen Strick, der in der Mitte der Gruppe von der Decke herabhängt. Mit ihren Drehbewegungen wickeln die Tänzer ihre Stricke spiralig zu einem einzigen Bündel auf und wieder ab. Begleitet werden sie von den Trommeln ghumat, samel oder von Melodieinstrumenten.
Der ebenfalls anlässlich des Shigmo-Festes aufgeführte „Lampentanz“ ist nach den Messingleuchtern benannt, die von den Tänzerinnen auf dem Kopf balanciert werden, während sie sich langsam und konzentriert vorwärtsbewegen. Die Instrumentalbegleitung besteht aus ghumat, samel, Zimbeln und einem Harmonium.
Beim Mando-Musikfest tanzen Männer und  Frauen nach einer im 19. Jahrhundert entstandenen Tradition zu häufig süßlichen europäischen Melodien, die von einem Violinenorchester vorgetragen und einer ghumat behutsam rhythmisiert werden.

### Karnataka
Ab dem 16. Jahrhundert ausgewanderte Goa-Katholiken brachten die ghumat nach Karnataka, wo sie nach wie vor von der christlichen Minderheit gespielt wird. Daneben ist die ghumat in Karnataka ein Instrument der von schwarzafrikanischen Sklaven abstammenden Siddis. Sie pflegen gewisse Kulturtraditionen ihrer afrikanischen Herkunftsregionen, die sich hauptsächlich in einer Volksmusik mit Liedern und Trommeln und in Gesellschaftstänzen ausdrücken. Beliebte Volkslieder, namentlich Balo, Leva und Bandugia, handeln vom Stolz und den religiösen Gefühlen der Gemeinschaft. Die Siddis sind Hindus, Christen oder Muslime.

## Verbreitung

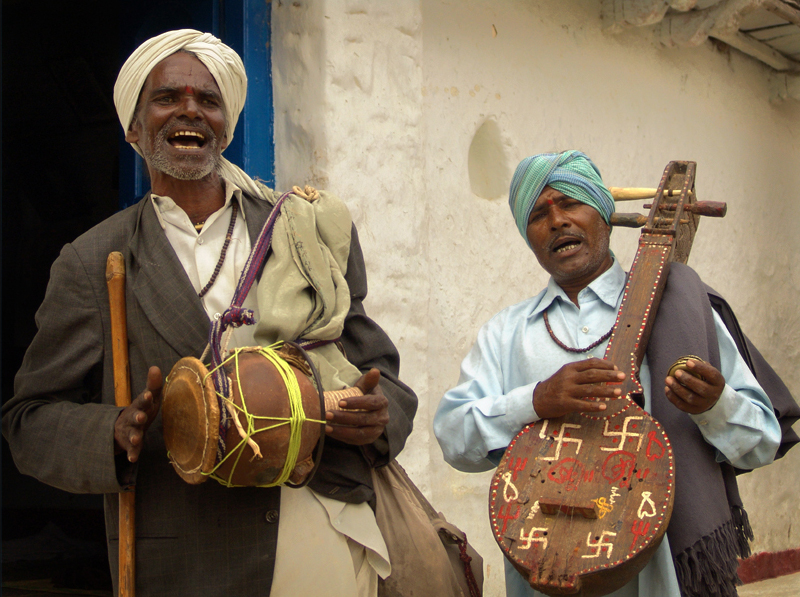
Straßenmusiker in Andhra Pradesh mit gummati und der Langhalslaute tamburi, einer Variante der tandura

Die ghumat gehört zu den Membranophonen, da ihre Tonschwingungen überwiegend von der geschlagenen Tierhaut ausgehen. Daneben werden in der volkstümlichen und religiösen indischen Musik zu den Idiophonen gerechnete Tontöpfe ohne Membran wie die südindische ghatam gespielt. Eine instrumentenkundliche Übergangsstufe zwischen beiden Arten der Tonerzeugung stellt die nur in Kerala in der religiösen Musik eingesetzte mizhavu dar, deren Korpus aus einem zusammengelöteten Kupferblech und einer winzigen Membran besteht. Ein seltenes südindisches Instrument aus einem senkrecht stehenden Tontopf mit fünf von einer Tierhaut bespannten Öffnungen, welcher demnach fünf verschiedene Töne produziert, ist die panchamukha vadya (Sanskrit „Fünf-Gesichter-Instrument“).
Ähnliche Perkussionsinstrumente heißen gagri (gagra) und pabuji ki mate in Rajasthan, kudamuzha in Tamil Nadu sowie noot in Kaschmir und in Sindh. Auf Hindi heißen (auch musikalisch verwendete) Tontöpfe allgemein matka oder matki.
Eine besondere Weiterentwicklung des hautbespannten Tontopfs in Südindien nennt sich tantipanai. Von der Mitte der Membran führt ein Metalldraht nach innen und verlässt den Topf an einer Seite, wo einige Rasselkörper am Draht befestigt sind und er an einem nach außen ragenden beweglichen Stimmholz endet. Das Holzstück wird angestoßen und die Schwingung somit indirekt an die Membran zur Verstärkung weitergegeben. Die tantipanai schafft einen Übergang von den Ton- zu den Zupftrommeln (ektara).